# Michael Góngora
Michael Christian Góngora (sinh ngày 27 tháng 3 năm 1970) là một chính khách và luật sư người Mỹ đến từ Miami Beach, Florida, hiện đang phục vụ nhiệm kỳ thứ ba với tư cách là Ủy viên của Ủy ban Thành phố Miami Beach. Gongora được bầu lần đầu tiên vào năm 2006 và gần đây nhất là vào năm 2017. Bên cạnh hoạt động pháp lý, Gongora hiện đang là nhà phân tích chính trị và pháp lý và thường xuyên có mặt trên nhiều mạng Tây Ban Nha bao gồm Telemundo, America Teve và Mira TV.

## Giáo dục & nghề nghiệp pháp lý
Góngora đã tham dự Trường Luật của Đại học Miami, nơi ông kiếm được Juris Doctor (kiêm hiệu trưởng).  Sau khi tốt nghiệp, ông là đối tác trong công ty riêng của mình ở Miami Beach trước khi gia nhập Becker & Poliakoff. Góngora hiện đang là đối tác tại Becker & Poliakoff, nơi ông là người tranh tụng hiệp hội cộng đồng chính trong văn phòng Miami.